# Berghin (gmina)
Berghin (niem Blutroth) – gmina w okręgu Alba w Rumunii.
W gminie są 4 wsie: Berghin, Ghirbom, Henig i Straja. W 2011 roku w gminie mieszkało 1 838 osób.